# Torcal de Antequera
El Torcal d'Antequera és un paratge natural d'1.171 hectàrees, situat en els termes municipals d'Antequera i Villanueva de la Concepción, a la província de Màlaga, a la carretera A-45 d'Andalusia (Espanya) i es coneix per les capritxoses formes que els diversos agents erosius han anat modelant a les seves roques calcàries; constitueix un destacat exemple de paisatge càrstic.
L'any 1929 es reconeix l'àrea com el primer Espai Natural Protegit Andalús d'interès Nacional, i el 1978 es declara Parc de la reserva Natural. El 18 de juliol de 1978 Andalusia aprova l'Inventari d'Espais Naturals Protegits d'Andalusia, i s'estableixen mesures addicionals per a la seva protecció. La serra gaudeix de la declaració de Zona Especial per a les Aus, emesa per Medi ambient i Ordenació del Territori d'Andalusia.
El 2013, el Torcal d'Antequera va ser triat com a segon finalista del Millor Racó 2013 de la Guia Repsol.

## Orígens
Els seus orígens es remunten a l'Era Secundària o Mesozoica, més concretament al període Juràssic. Aleshores la zona constituïa un allargat passadís marítim que comunicava, des del golf de Cadis fins a Alacant, els primitius oceà Atlàntic i mar Mediterrani. Durant l'Orogènia Alpina, en l'Era Terciària o Cenozoica, es va produir l'aixecament dels sediments calcaris dipositats en el fons d'aquest braç oceànic, donant lloc a serres, els cims de les quals van adoptar, amb freqüència, forma de «xampinyó». El Torcal forma part de l'arc calcari de les serres Subbètiques.

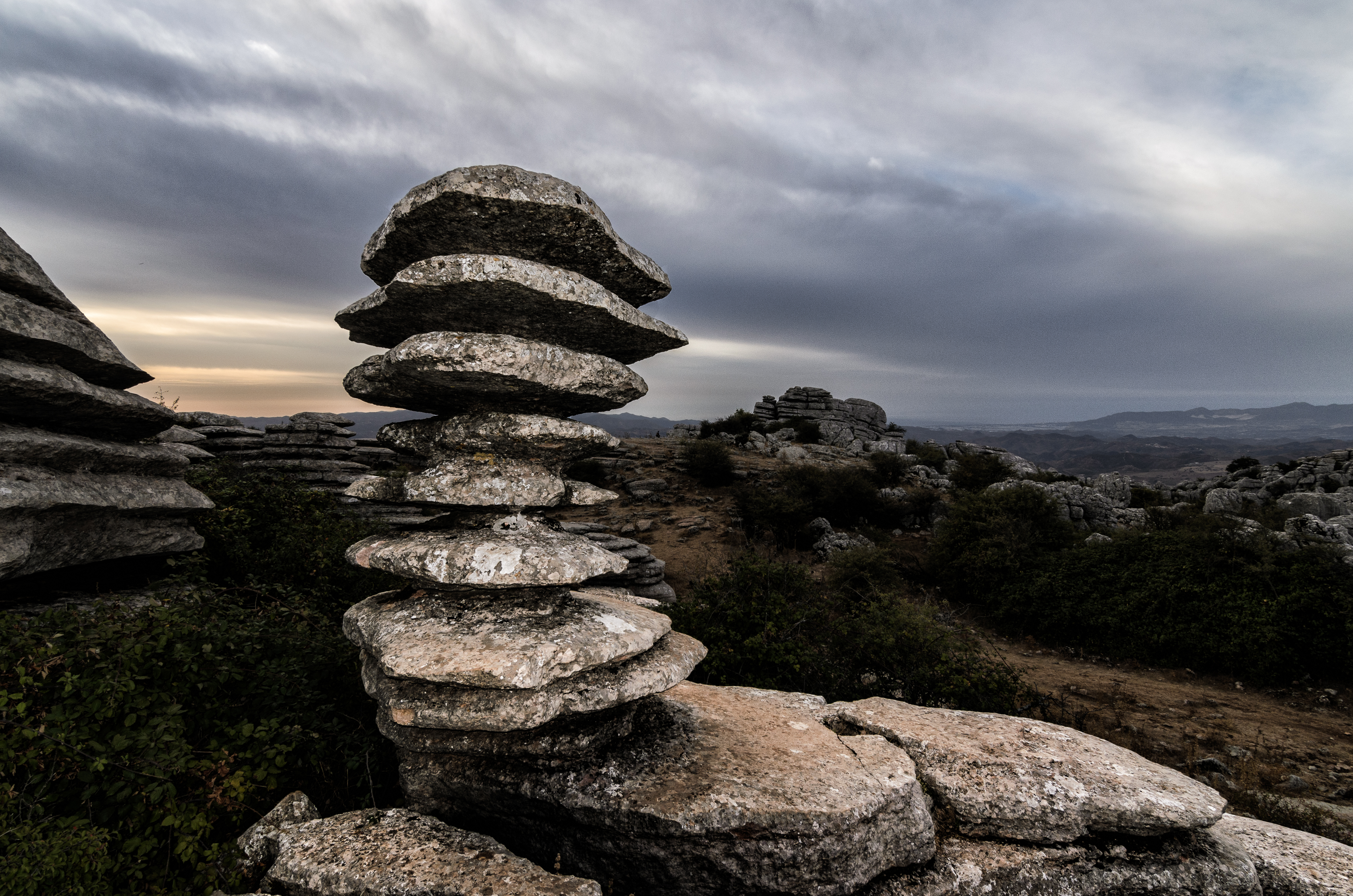
El «vis» del Torcal
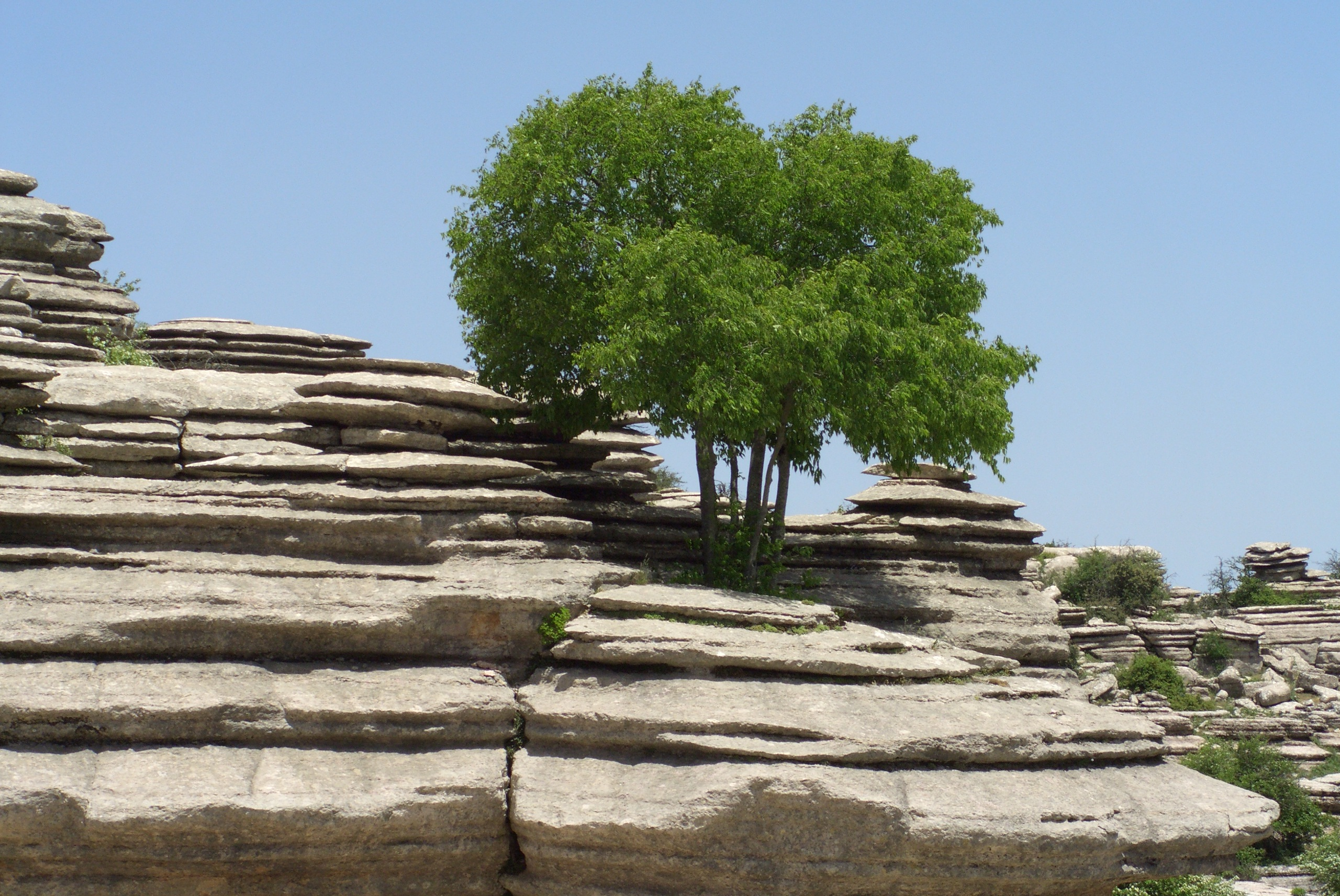
Formes càrstiques
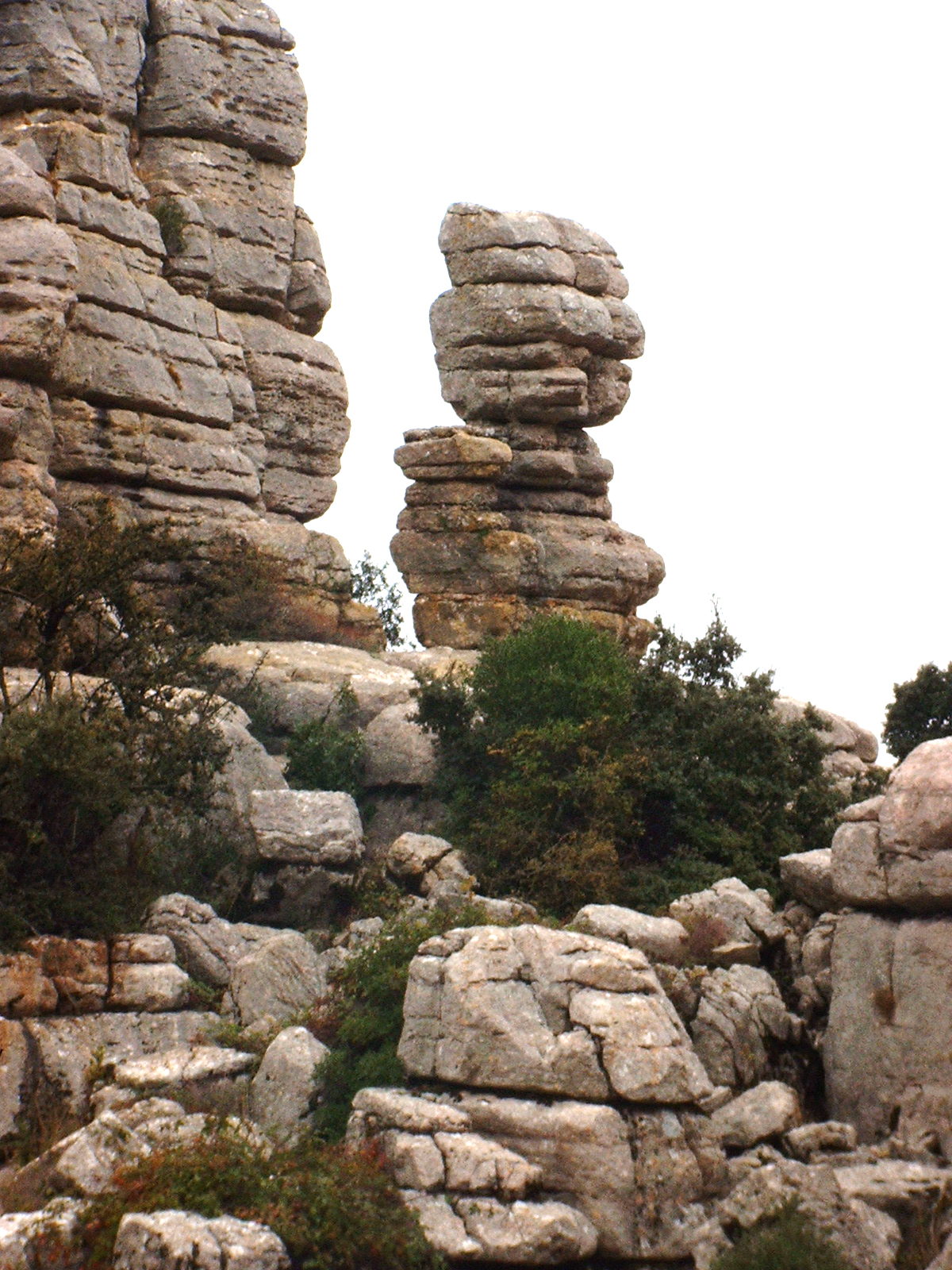
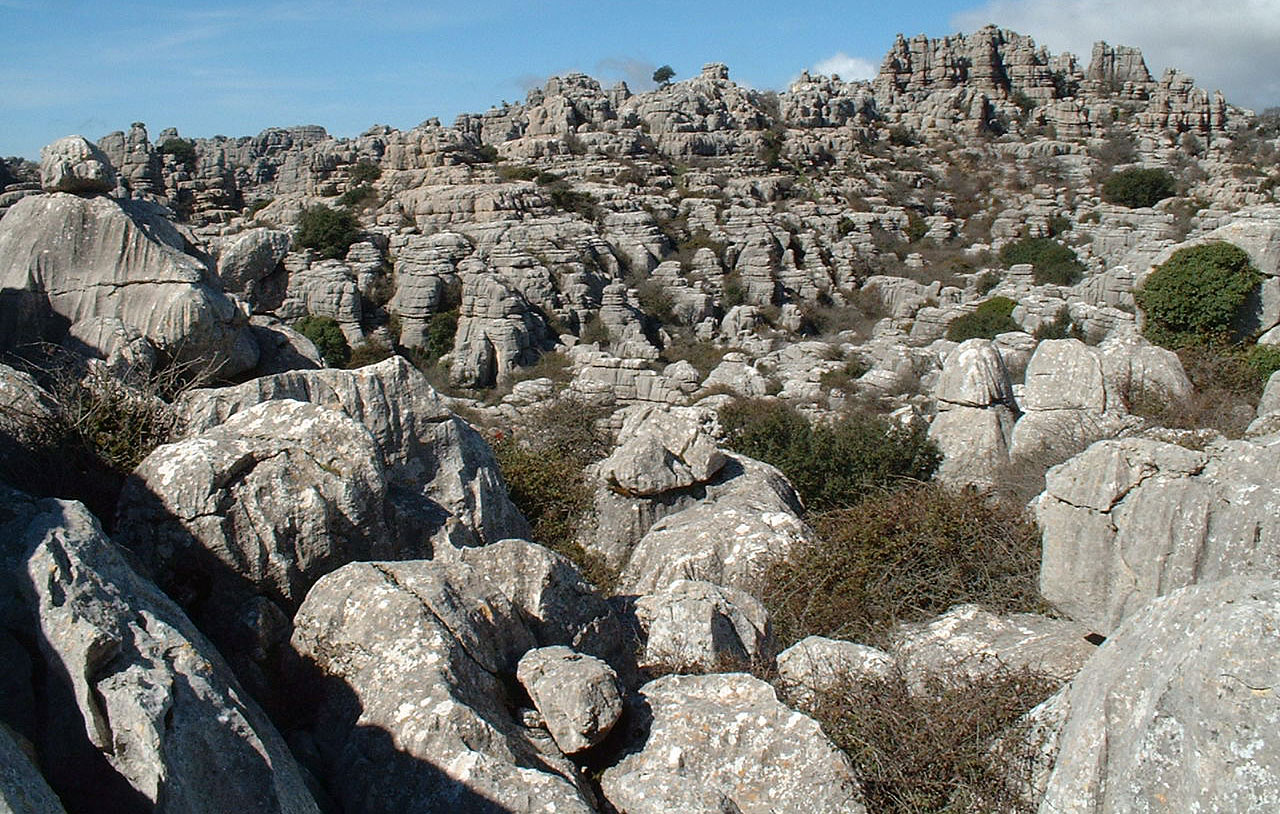
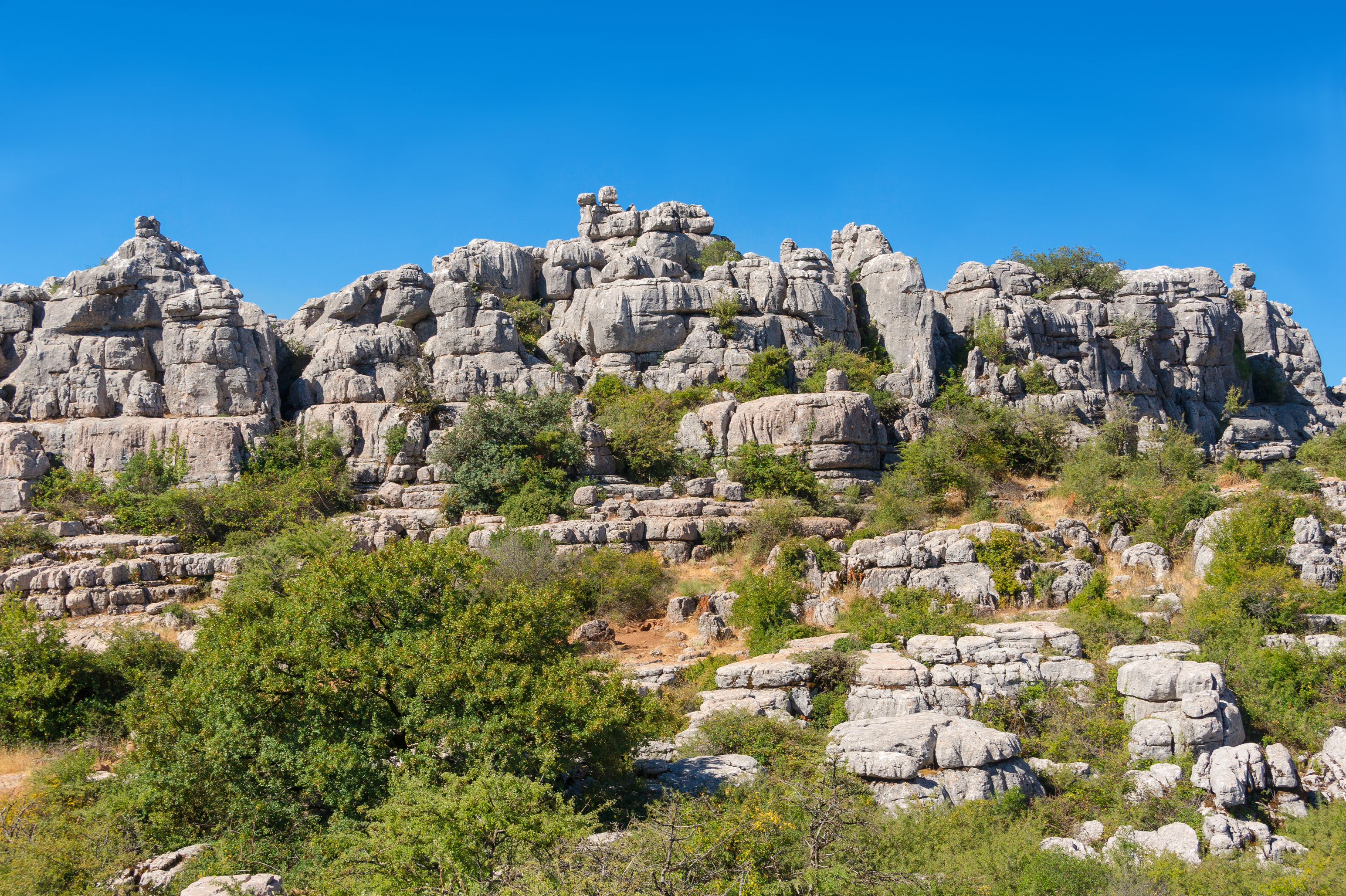